# Камана (нгола)
Камана (д/н — до 1810) — 17-й нгола держави Ндонго в 1767—1810 роках.

## Життєпис
Походила з династії Гутерреш. Старша донька нголи Анни III. 1767 року її мати було повалено небожем Кальвете ка Мбанді. Після цього разом із сестрою мурілі втекла на о. Кідона на річці Кванза в колишній державі Ндонго.
Зібрав навколо себе прихильників, сподіваючись відвоювати материнській трон. При цьому сподівалася на підтримку португальців, але марно. Зрештою оголосила про відновлення держави Ндонго під назвою Нзінґа як пам'ять проти відому правительку Нзінґу Мбанді.
До 1800 року воювала проти Кальвете, що став нголою Матамби. Зрештою здобула незалежність. При цьому активно намагалася отримати допомогу Португалії, визнавши широкий васалітет. Разом з цим відійшла від християнства, про що свідчить її власне ім'я та ім'я її сина.
Померла до 1810 року. Трон спадкував її син Ндала Камана.